# Marta del Japó
La marta del Japó (Martes melampus) és una espècie de mamífer carnívor que viu al Japó i a Corea.
N'hi ha tres subespècies:
- Martes melampus melampus, que viu a diferents illes japoneses.
- Martes melampus tsuensis, que viu a l'illa de Tsushima.
- Martes melampus coreensis, que viu a Corea.